# Station Cikini
Cikini is een spoorwegstation in de Indonesische hoofdstad Jakarta. 
Ancol ·
Angke ·
Bojong Indah ·
Buaran ·
Cakung ·
Cawang ·
Cikini ·
Cipinang ·
Duren Kalibata ·
Duri ·
Gambir ·
Gang Sentiong ·
Gondangdia ·
Jakarta Kota ·
Jatinegara ·
Jayakarta ·
Juanda ·
Kalideres ·
Kampung Bandan ·
Karet ·
Kebayoran ·
Kemayoran ·
Klender ·
-Baru ·
Kramat ·
Lenteng Agung ·
Manggarai ·
Mangga Besar ·
Palmerah ·
Pasar Minggu ·
-Baru ·
Pasar Senen ·
Pesing ·
Rajawali ·
Rawa Buaya ·
Pondokjati ·
Sawah Besar ·
Sudirman ·
Tanahabang ·
Tanjung Barat ·
Tanjung Priok ·
Tebet ·
Universitas Pancasila